# Benefit
Benefit är det tredje musikalbumet av den brittiska musikgruppen Jethro Tull, utgivet 1970. I USA släpptes skivan i april, och i Europa i maj. Albumet var det första med gruppen som keyboardisten John Evan medverkade på och det sista med basisten Glenn Cornick. Det blev trea på albumlistan i Storbritannien och elva i USA. Skivan har en ganska mörkt "kylig" ljudbild, och innehåller mindre av Ian Andersons karaktäristiska flöjtspel än flera av gruppens andra album. På skivan har man även använt sig av ljudbandsmanipulation för att spela upp vissa instrument baklänges.
På den amerikanska utgåvan av albumet ersattes låten "Alive and Well and Living In" av "Teacher". Inte så konstigt eftersom " Teacher" var Jethro Tulls första stora hit som satte dem ordentligt på världskartan.

## Låtlista
Sida 1
1. "With You There to Help Me" – 6:15
2. "Nothing to Say" – 5:10
3. "Alive and Well and Living In" – 2:43
4. "Son" – 2:48
5. "For Michael Collins, Jeffrey and Me" – 3:47

Sida 2
1. "To Cry You a Song" – 6:09
2. "A Time for Everything?" – 2:42
3. "Inside" – 3:38
4. "Play in Time" – 3:44
5. "Sossity; You're a Woman" – 4:31

Bonusspår på 2001 års nyutgåva
1. "Singing All Day" – 3:07
2. "Witch's Promise" – 3:52
3. "Just Trying to Be" – 1:37
4. "Teacher" – 3:49

- Samtliga låtar skrivna av Ian Anderson.

## Medverkande
Jethro Tull
- Ian Anderson – sång, akustisk gitarr, elektrisk gitarr, flöjt, balalaika, keyboard
- Martin Barre – elektrisk gitarr
- Glenn Cornick – basgitarr, hammondorgel
- Clive Bunker – trummor, percussion

Bidragande musiker
- David Palmer – arrangement
- John Evan – piano, orgel

Produktion
- Ian Anderson – musikproducent
- Terry Ellis – musikproducent, omslagsdesign
- Robin Black – ljudtekniker
- Ruan O'Lochlainn – omslagsdesign, foto

## Listplaceringar
| Lista (1970)   | Position           |
| -------------- | ------------------ |
| Australien     | 3 (Go Set)         |
| Danmark        | 6                  |
| Finland        | 7                  |
| Kanada         | 22 (RPM)           |
| Nederländerna  | 6                  |
| Norge          | 2 (VG-lista)       |
| Storbritannien | 3                  |
| Sverige        | 11* (Kvällstoppen) |
| USA            | 11 (Billboard 200) |
| Västtyskland   | 5                  |